# 恋のバンシャガラン
「恋のバンシャガラン」（"Wham Bam"）は、アメリカ合衆国のバンドのシルヴァーによる1976年の楽曲であり、カントリー・ソングライターのリック・ジャイルズによって書かれた。グループの楽曲で唯一チャート入りした作品であり、ジョン・バドーフがリードボーカルを務めた。
「Wham Bam Shang-A-Lang」とも表記されるこのシングルは1976年10月2日に米国のBillboard Hot 100で16位となった。また年間では70位となった。カナダのチャートでは27位、アダルト・コンテンポラリーでは17位となった。
2017年のマーベル・スタジオの映画『ガーディアンズ・オブ・ギャラクシー:リミックス』で使用され、そのサウンドトラックに収録された。

## チャート
| チャート (1976)                   | 最高 順位 |
| --------------------------------- | --------- |
| カナダ RPM Top Singles            | 27        |
| カナダ RPM Adult Contemporary     | 17        |
| 米国 Billboard Hot 100            | 16        |
| 米国 Billboard Adult Contemporary | 22        |
| 米国 Cash Box Top 100             | 16        |

| チャート (1976)        | 順位 |
| ---------------------- | ---- |
| カナダ RPM Top Singles | 189  |
| 米国 Billboard Hot 100 | 70   |